# Uncharted: Fight for Fortune
Uncharted: Fight for Fortune é um jogo eletrônico de cartas colecionáveis desenvolvido pela SCE Bend Studio e One Loop Games e publicado pela Sony Computer Entertainment. É um título derivado da série Uncharted e foi lançado exclusivamente para PlayStation Vita em dezembro de 2012. A jogabilidade envolve partidas por turnos com cartas temáticas baseadas em personagens e elementos da série Uncharted. O lançamento original tinha tanto uma campanha um jogador quanto um modo multijogador assíncrono, porém este último deixou de funcionar junto com as funções online do PlayStation Vita em setembro de 2019.
O desenvolvimento de Fight for Fortune começou no início de 2012, logo depois da finalização de Uncharted: Golden Abyss, com o objetivo de criar algo novo para a franquia. A Bend Studio escolheu colaborar com a One Loop Games, que tinha experiência com títulos portáteis, tendo sido supervisionados pela Naughty Dog, a criadora da série. O jogo recebeu dois conteúdos para download após seu lançamento que adicionaram cartas baseadas no segundo e terceiro títulos da franquia. Fight for Fortune teve uma recepção mista da crítica, que gostou de sua jogabilidade mas achou que não havia muito conteúdo e equilíbrio de jogo.

## Jogabilidade

A jogabilidade de Fight for Fortune, mostrando uma partida normal

Uncharted: Fight for Fortune é um jogo eletrônico de cartas colecionáveis digitais por turnos. O objetivo dos jogadores é reduzir os pontos de vida do oponente até zero, para isso usando cartas baseadas nos personagens, cenas e objetos da série Uncharted. Durante as partidas, uma carta ataca um oponente, com qualquer carta diretamente na frente absorvendo o ataque. O jogador escolhe uma seleção de cartas para colocar em um de cinco espaços no começo de cada rodada. Cada carta possui estatísticas diferentes de ataque e defesa, além de bônus para suas habilidades. Cartas são divididas em três facções: heróis, vilões ou mercenários. Cada facção tem um valor de pontos associado, tirados de pontos compartilhados disponíveis. Essas cartas podem ser melhoradas com cartas de tesouro adicionais, que afeta seus valores de ataque e defesa. Cartas de tesouro também podem ser guardadas ou mantidas na mão para pontos extras. Há dois modos de jogo: um jogador que se passa contra antagonistas da série e multijogador assíncrono com partidas online.

## Desenvolvimento
Uncharted: Fight for Fortune foi concebido e proposto pela SCE Bend Studio nos primeiros meses de 2012, pouco depois do estúdio ter finalizado o desenvolvimento do título derivado Uncharted: Golden Abyss. Ele foi publicado pela Sony Computer Entertainment e co-desenvolvido pela Bend Studio e junto com a One Loop Games, esta uma companhia conhecida por trabalhos suplementares em jogos de console e pela produção total de títulos portáteis. Assim como em Golden Abyss, a Naughty Dog, a desenvolvedora original da série Uncharted, supervisionou a criação do jogo. A equipe queria proporcionar um modo para os jogadores melhor aproveitarem os tesouros projetados pelos desenvolvedores como colecionáveis para a série, além de quererem estabelecerem algo novo no estilo de jogabilidade da franquia.
A existência de Fight for Fortune vazou no início de novembro de 2012, com ele sendo oficialmente anunciado no final do mesmo mês. O jogo foi lançado exclusivamente para PlayStation Vita em 4 de dezembro na América do Norte e no dia seguinte na região PAL por meio da PlayStation Network. Uma atualização para Golden Abyss foi lançada em novembro e implementava cartas temáticas desse jogo que poderiam ser resgatadas em Fight for Fortune. O título foi suplementado por dois conteúdos para download com pacotes de cartas tematizadas ao redor de Uncharted 2: Among Thieves e Uncharted 3: Drake's Deception; ambas as expansões foram disponibilizadas no mesmo dia da estreia do jogo. O modo multijogador online deixou de funcionar em setembro de 2019, quando as funcionalidades online do Vita foram encerradas.

## Recepção
Uncharted: Fight for Fortune teve uma recepção mista por parte da crítica especializada. No agregador de resenhas Metacritic, ele tem um índice de aprovação de 67/100 a partir de 25 críticas jornalísticas, o que indica críticas "mistas a medianas". Chris Carter da Destructoid gostou da experiência geral e também da estética utilizada no desenho das cartas e no projeto de jogo, porém salientou uma falta de profundidade na jogabilidade. A revista Edge achou que o tom do título estava de acordo com o protagonista Nathan Drake e no geral gostou da premissa, entretanto ela salientou uma falta de valor em se jogar o jogo repetidas vezes.
Quintin Smith da Eurogamer teve uma reação bem mista em relação ao jogo, gostando dele como uma espécie de distração rasa, mas encontrando pouco conteúdo para manter interesse ao longo do tempo. Colin Moriarty da IGN elogiou as mecânicas e como seu loop de jogabilidade era recompensador, porém destacou problemas de conexão nas funcionalidades online e não gostou do fato de este ser o único modo de se jogar o modo multijogador. Mike Rose da Pocket Gamer definiu Fight for Fortune como "um pequeno e divertido passatempo" para ser jogado entre os títulos principais de Uncharted, mas citou também problemas de fadiga causadas por repetições. Vários dos críticos citaram um problema comum no equilíbrio da jogabilidade em partidas multijogador.